# シンドバッド黄金の航海
『シンドバッド黄金の航海』（シンドバッドおうごんのこうかい、The Golden Voyage of Sinbad）は1973年のアメリカ合衆国の冒険映画。1958年の『シンバッド七回目の航海』から始まる「シンドバッド三部作」の15年ぶりとなる2作目で、3作目は1977年の『シンドバッド虎の目大冒険』。

## ストーリー
航海中のシンドバッドの帆船に、奇妙な鳥（ホムンクルス）が黄金の刻印を落としていった。マラビア王国に着いたシンドバッドは、魔術師クーラとその手下に黄金の刻印を奪われそうになるが難を逃れ、宰相のビジエルに面会する。ビジエルは世継を定めず亡くなったマラビア国王により、国を任され摂政をしていたが、クーラの魔力による火球で顔に大火傷を負っており、黄金の仮面を付けていた。ビジエルもまた黄金の刻印を所持しており、2つの刻印を合わせると未知の孤島を示す海図らしきものとなった。ビジエルはシンドバッドに「刻印は3つで一組のものであり、全て揃えば、クーラの野望を排し、マラビアを危機から救えるのだ」と語る。宰相ビジエル、シンドバッドの夢に現われた女奴隷マルギアナ、そしてその自堕落さを叩き直してくれと父親の商人から頼まれた若者ハロウンを船に乗せて、船乗りシンドバッドの冒険が始まった。

## スタッフ
- 監督：ゴードン・ハッセル（英語版）
- 脚本：ブライアン・クレメンス（英語版）
- 製作：チャールズ・H・シュニア、レイ・ハリーハウゼン
- 原案：ブライアン・クレメンス、レイ・ハリーハウゼン
- 撮影：テッド・ムーア
- ダイナメーション：レイ・ハリーハウゼン
- 音楽：ミクロス・ローザ
- 装置：ジョン・ストール

## キャスト
| 役名         | 俳優                     | 日本語吹替 | 日本語吹替   |
| 役名         | 俳優                     | TBS版      | テレビ朝日版 |
| ------------ | ------------------------ | ---------- | ------------ |
| シンドバッド | ジョン・フィリップ・ロー | 小川真司   | 佐々木功     |
| マルギアナ   | キャロライン・マンロー   | 土井美和   | 安永沙都子   |
| 魔術師クーラ | トム・ベイカー           | 寺島幹夫   | 大塚周夫     |
| 宰相ビジエル | ダグラス・ウィルマー     | 大木民夫   | 大木民夫     |
| 精霊（声）   | ロバート・ショウ         | 今西正男   | 大平透       |
| ハロウン     | カート・クリスチャン     | 大滝進矢   | 宮本充       |
| アクメッド   | タキス・エマニュエル     | 小島敏彦   | 大友龍三郎   |
| ハキム       | グレゴワール・アスラン   | 今西正男   | 吉水慶       |

- TBS版 - 初回放送：1987年1月1日『迎春ロードショー』

プロデューサー：上田正人（TBS）、台詞：高橋京子、演出：河村常平
制作：東北新社
- テレビ朝日版 - 初回放送：1992年6月21日『日曜洋画劇場』

翻訳：たかしまちせこ、演出：蕨南勝之、調整：山田太平、効果：猪飼和彦
制作：ムービーテレビジョン

## 解説
- シリーズ三部作に登場する「シンドバッド」と、『千夜一夜物語』に登場する「船乗りシンドバッド」には関係がない。また、シリーズ間においても「王子」や「船乗り」など立場が異なり、相互の関連はない。ただし、“数々の冒険を成し遂げ、王国の要人にも面会できる有名な英雄”という設定は不明確ながら引き継がれている。
- レイ・ハリーハウゼンの円熟したダイナメーション技術により、ホムンクルス、サイレン（動き出す船首像）、ケンタウロス、グリフィン等数々のクリーチャーが登場する。中でも、陰母神カーリは傑作とされ人気が高い（通常、4本の腕を持つとされるが、ここでは６本の腕がある）。